# Norman D. Shumway

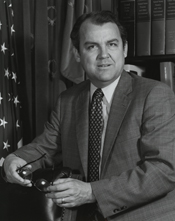
Norman D. Shumway

Norman David Shumway (* 28. Juli 1934 in Phoenix, Arizona; † 1. November 2022 in Bountiful, Utah) war ein US-amerikanischer Politiker (Republikanische Partei). Zwischen 1979 und 1991 vertrat er den Bundesstaat Kalifornien im US-Repräsentantenhaus.

## Werdegang
Norman Shumway besuchte die öffentlichen Schulen in Stockton. Im Jahr 1952 absolvierte er die dortige High School und 1954 das Stockton College. Als Mitglied der Kirche Jesu Christi der Heiligen der Letzten Tage (Mormonen) war er unter anderem von 1954 bis 1958 als Missionar in Japan aktiv. Dabei lernte er fließend Japanisch. Danach setzte er bis 1960 seine Ausbildung mit seinem Studium an der University of Utah in Salt Lake City fort. Nach einem anschließenden Jurastudium am Hastings College of Law und seiner 1964 erfolgten Zulassung als Rechtsanwalt begann er in Downey in diesem Beruf zu arbeiten. Gleichzeitig schlug er als Mitglied der Republikanischen Partei eine politische Laufbahn ein. Im Jahr 1974 wurde er vom damaligen Gouverneur Ronald Reagan in den Kreisrat (Board of Supervisors) im San Joaquin County berufen.
Bei den Kongresswahlen des Jahres 1978 wurde Shumway im 14. Wahlbezirk von Kalifornien in das US-Repräsentantenhaus in Washington, D.C. gewählt, wo er am 3. Januar 1979 die Nachfolge von John J. McFall antrat. Mit fünf Wiederwahlen konnte er bis zum 3. Januar 1991 sechs Legislaturperioden im Kongress absolvieren. Dabei war er unter anderem Mitglied im Bankenausschuss, im Ausschuss für die Fischerei und die Handelsmarine und im Select Committee on Aging. Außerdem saß er in einigen Unterausschüssen. Aufgrund seiner japanischen Sprachkenntnisse wurde er oft bei Verhandlungen mit diesem Staat hinzugezogen. Er war Mitglied in verschiedenen amerikanisch-japanischen Foren und Verhandlungsdelegationen. Auch der inzwischen zum US-Präsidenten gewählte Ronald Reagan bediente sich gelegentlich Shumways Hilfe.
1990 verzichtete Norman Shumway auf eine weitere Kongresskandidatur. Nach dem Ende seiner Zeit im US-Repräsentantenhaus war er für einige Zeit Mitglied im Versorgungsausschuss der Staatsregierung von Kalifornien. Ein Jahr lang gehörte er dem staatlichen Begnadigungsausschuss an. Shumway wurde auch Vorstandsmitglied der Legal Services Corporation und einiger anderer Gesellschaften. Außerdem widmete er sich intensiv seiner Kirche, der er in verschiedenen Funktionen diente.
Von 2006 bis 2008 vertrat er seine Glaubensgemeinschaft, die Mormonen bei der UNO in New York City. Er war seit 1960 verheiratet und hinterlässt zudem sechs Kinder und 34 Enkelkinder.
Im Herbst 2022 wurde bei Shumway ein Hirntumor diagnostiziert, an dessen Folgen er Anfang November desselben Jahres verstarb.